# 坂井千春
坂井 千春（さかい ちはる、9月27日 - ）は、日本の演歌歌手。岐阜県大垣市出身。
幼少期より日本各地のカラオケ大会に出場し、数々の成績を残す。作曲家である曽根幸明の門下生としてレッスンを受けた後に歌手デビューした。

## 経歴
幼少時代に両親と別居し、祖母に育てられる
1996年に青森県第4回「リンゴ追分コンクール」で優勝。
1997年に岐阜放送 藤圭子「千年のかがり火」大会優勝。
1998年に日本テレビ『ルックルックこんにちは』女ののど自慢高校生大会 A賞受賞。
2000年に作曲家・曽根幸明の門下生となる。
2003年に日本クラウンより、「未練船」「東京セレナーデ」を夢香 ちはる名義でインディーズ発売。
2007年に坂井 千春に改名し、徳間ジャパンコミュニケーションズより「冬海峡」「柳ヶ瀬恋物語」を全国発売。
2013年に第一興商主催「レーモンド松屋レコーディングオーディション」グランプリ受賞。
2014年に坂井千春11周年記念大相撲歌謡ショーを行う。
2014年にユニバーサルミュージックより、レーモンド松屋とのデュエット曲「朝やけの二人」C/W「初恋紙芝居」を本名の馬淵 知温（まぶち ちはる）名義でリリース
2014年にオリジナルアルバム『コトバ・ウラハラ』発売。
2016年にJ.M.A日本音楽審査員協会 資格取得。
2019年にオリジナルアルバム『はるのうた』発売。
また浦嶋ひかるとして、
交通安全チャリティーアルバム「絆」リリース

## プライベート
曽根幸明認定歌謡講師をきっかけに、歌謡講師として活動。
祖母の介護をきっかけに、ホームヘルパー2級資格を取得。お笑い芸人のMCやエキストラを務めるなど、タレントとしても活動。
仮歌ボーカリスト。2017年結婚。2019年出産。
愛称は、ちーちゃん。キャッチコピーは、「七色ボイスで歌の玉手箱をお届けします」。
2014年に閉館した旧大須演芸場に美人演歌歌手として出演していた。一児の母で、令和元年生まれの娘Yui「交通安全のうた　絆」で2024年5月5日にデジタル配信デビューしている。

## ディスコグラフィ
- 未練船（作詞・作曲：曽根幸明、編曲：松井タツオ）
- 東京セレナーデ（作詞・作曲：曽根幸明、編曲：松井タツオ）
- 冬海峡（作詞：河村曲保、作曲：宮下健治、編曲：松井タツオ)
- 柳ヶ瀬恋物語（作詞：河村曲保、作曲・編曲：松井タツオ)
- 初恋紙芝居 レーモンド松屋 with 馬淵知温（作詞・作曲：レーモンド松屋、編曲：レーモンド松屋/伊平友樹）
- コトバ・ウラハラ（作詞・作曲：糀原秀、編曲：土橋善太） - アルバム『コトバ・ウラハラ』収録
- 養老恋歌（作詞：沢村晶子、作曲：野沢栄子、編曲：前田英子） - アルバム『はるのうた』収録
- 城下町大垣（作詞：沢村晶子、作曲：伊藤雪彦、編曲：伊戸のりお） - アルバム『はるのうた』収録

## 出演
- KYOカラ・OK!（2010年6月 - 10月、岐阜放送） - ポップス・歌謡曲チームリーダー、司会進行レギュラー
- けんちゃんとち〜ちゃんの演歌・朝いちばん（2013年4月 - 2015年4月、エフエム岐阜） - パーソナリティ
- 千春・由美子の華のENKA女子力☆（2015年4月 - 2016年11月、エフエム岐阜） - パーソナリティ